# 德國—印度關係
由于印度和德国之间有商业、文化和技术領域的合作，兩國之間的的双边关系历来牢固。

## 历史
第一次世界大战期间，印度是英国的殖民地。因此英属印度陆军被派往西方戰線與同盟國作戰。
第二次世界大戰期间，盟军从英属印度抽調了250万隊投入戰場。印度独立运动活動家苏巴斯·钱德拉·鲍斯為了能讓印度脫離英國獨立，決定向轴心国尋求军事援助。
新成立的印度共和国是第二次世界大战後最早与德国结束战争状态的国家之一，二戰時英属印度军队中有24,000 名士兵在与纳粹德国的战斗中丧生，不過印度從未向德国索要战争赔偿。 
印度与西德和东德都建立了外交关系。 
1961年果阿并入印度時西德反對印度方面的做法，并支持葡萄牙反抗印度。德国对 1971年印度干预孟加拉国解放战争時西德又對印度方面表達不滿。印度於1998年進行核试验時又遭到了德國的批評。